# Râul Telecșag
Râul Telecșag este un curs de apă, afluent al râului Feernic în județul Harghita.  

## Hărți
- Harta județului Harghita